# ニイニイゼミ

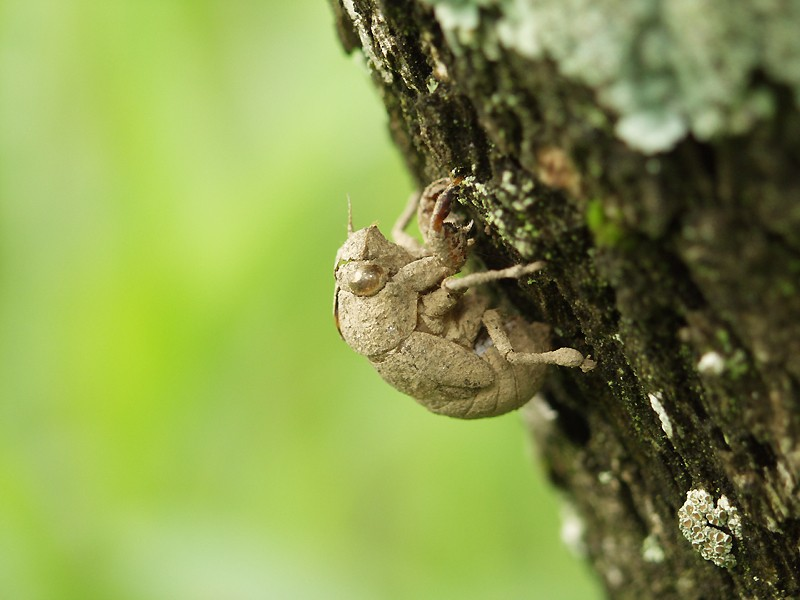
ニイニイゼミの抜け殻

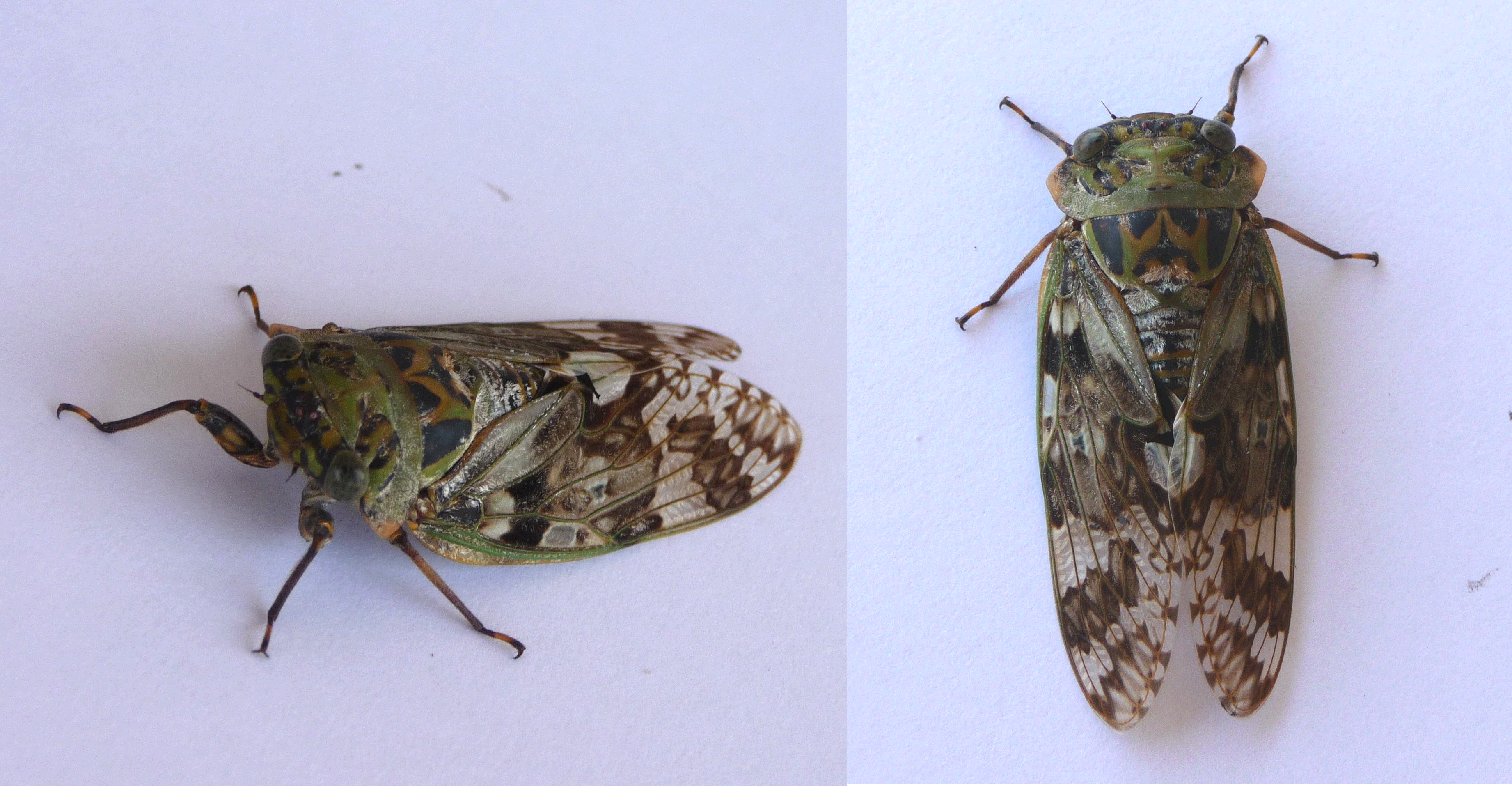
ニイニイゼミ 撮影：2008年8月7日千葉県

ニイニイゼミ（にいにい蝉、蟪蛄、学名: Platypleura kaempferi）は、カメムシ目（半翅目）・セミ科に分類されるセミの一種。日本・台湾・中国・朝鮮半島に分布する小型のセミである。

## 特徴
成虫の体長は20-24mm。生きている時は全身に白っぽい粉を吹くが、頭部と前胸部の地色は灰褐色、後胸部と腹部は黒い。後胸部の背中中央には橙色や黄緑色あるいはその二つの色が混ざった"W"字型の模様がある。他のセミに比べて体型は丸っこく、横幅が広い。複眼と前翅の間に平たい「耳」のような突起がある。また、セミの翅は翅脈（しみゃく）以外透明な種類が多いが、ニイニイゼミの前翅は褐色のまだら模様、後翅は黒地に透明の縁取りである。捕まえた際に他のセミには見られない腹部を素早く伸縮させる行為を行う。
ニイニイゼミとその近縁種の抜け殻は小さくて丸っこく、全身に泥をかぶっているので、他のセミの抜け殻と容易に区別がつく。また、他種に比べて木の幹や根元などの低い場所に多い。
北海道から九州・対馬・沖縄本島以北の南西諸島、台湾・中国・朝鮮半島まで分布する。ただし喜界島・沖永良部島・与論島には分布しない。群馬県でレッドリストの「注目」の指定を受けている。日本産のセミとしては学名の記載が早かった種類で、学名 "kaempferi" は、江戸時代に長崎・出島に赴任したドイツ人医師エンゲルベルト・ケンペルに対する献名となっている。

### 生態
平地の明るい雑木林に生息し、都市部の緑地などでも見られるが、幼虫が生存するには湿気を多く含んだ土壌が必要で、乾燥する公園などでは数が少ない。ただし後述のように、近年は都市部で復活傾向も見られる。
地域にもよるが、成虫は梅雨の最中の6月下旬頃から7月頃にかけて発生し、他のセミより早く鳴き始める。8月には少なくなり、9月にはあまり見られなくなる。地中から出てきた幼虫は、他のセミの幼虫と比較して木の根元付近で羽化する。成虫になるまでの時間が短く、羽化した日の夜のうちには飛行が可能になる。成虫はサクラなどスモモ属の木によく集まり、人の手が届くような低い枝にもよく止まる。体の灰褐色と翅のまだら模様は樹皮に紛れる保護色となっていて、遠目には「木の幹に小さなこぶがある」ように見える。
オスは翅を半開きにして「チー…ジー…」と繰り返し鳴く。鳴き始めは「チー」が数秒、急に音が高く大きくなって「ジー」、数秒-10秒ほどで緩やかに「チー」へ戻り、数秒後に再び「ジー」となり、鳴き終わりは「チッチッチ…」となる。日中の暑い時間帯には鳴く個体が少ないが、明るいうちはほぼ一日中鳴き、夜でも街灯など灯火に集まって鳴くことがある。他のセミが鳴かない朝夕の薄明頃にはヒグラシと並んでよく聞こえる。
交尾が終わったメスは枯れ木に産卵管をさしこんで産卵する。セミの卵は孵化するまでに1年近くかかる種類が多いが、ニイニイゼミの卵はその年の秋に孵化する。

### ニイニイゼミの復活
2008年以降、東京都心部でニイニイゼミの生息数に再び増加傾向が見られる。また全国的にも、市街地において復活傾向にあり、大阪市の中心部でも2011年は様々な地点で鳴き声が聞かれた。
上述のようにニイニイゼミは乾燥した環境に弱いセミとされてきたが、近年の増加傾向を見る限り、乾燥への耐性を徐々に身につけつつある可能性がある。一方で、地球温暖化により年降水量、特に初夏から秋にかけての雨量が増加傾向にあることから、生育環境が変化している可能性もある。ちなみに、田園地帯では昔も今もごく普通のセミである。

### 東北地方での増加傾向
東北地方では、地球温暖化等を背景に、近年はニイニイゼミの数が増加している。

## 日本産近縁種
日本産のニイニイゼミ族 Platypleurini は計2属6種が知られる。ただしニイニイゼミ以外の5種の分布は全て島嶼部に限られる。

### ニイニイゼミ属Platypleura
ヤエヤマニイニイ P. yayeyamana Matsumura, 1917
体長18-24mm。前胸側縁の突起が大きく、ニイニイゼミより扁平な体型をしている。石垣島・西表島の固有種で、リュウキュウマツの林に生息する。5月下旬には鳴き始める。
クロイワニイニイ P. kuroiwae Matsumura, 1917
体長17-20mm。ニイニイゼミより小型であること、前胸側縁の突起が小さく丸いこと、後翅の透明の縁取りが広いことなどでニイニイゼミと区別する。奄美群島と沖縄本島に分布するが、与論島には分布しない。和名は沖縄の生物研究で功績を残した黒岩恒（くろいわひさし）に由来する。
ミヤコニイニイ P. miyakona (Matsumura, 1917)
宮古列島の固有種。
イシガキニイニイ P. albivannata Hayashi, 1974
体長19-24mm。後翅に白色斑がある。石垣島の限られた林だけに分布する。21世紀初頭の時点では、日本産セミ類で最も分布域が狭く、絶滅の危険性が高い。生息地は2003年から種の保存法（絶滅のおそれのある野生動植物の種の保存に関する法律）に基く保護区に指定されている。また、環境省レッドリストと沖縄県レッドデータブック両方で絶滅危惧I類に指定されている。

### ケナガニイニイ属Suisha
チョウセンケナガニイニイ Suisha coreana (Matsumura, 1927)
ニイニイゼミ属ではなくケナガニイニイ属に分類される。和名通り全身に細かい毛が生え、後翅の大部分が黒ではなく褐色である。中国、朝鮮半島、対馬に分布する。成虫は10月-11月に発生する。環境省レッドリスト、長崎県レッドデータブック両方で絶滅危惧II類に指定されている。